# Джордж из Динки-джаза
«Джордж из Динки-джаза», в оригинале «Предоставьте это Джорджу» (англ. Let George Do It!) — британская чёрно-белая музыкально-эксцентрическая шпионская комедия, поставленная режиссёром Марселем Варнелем и вышедшая на экраны в 1940 году.

## Сюжет
В начале Второй мировой войны, ещё до немецкого вторжения в Норвегию, в одном из отелей норвежского города Берген был застрелен исполнитель на укулеле из британской музыкальной группы. Как оказалось, убитый был агентом британской разведки, который следил за лидером оркестра Марком Мендесом. Мендеса подозревают в том, что он немецкий шпион и передаёт информацию о британских судах немецким подлодкам.
Когда Мендес звонит агенту убитого музыканта в Лондон и просит прислать замену, британская разведка пытается отправить на его место другого агента. Но в результате неразберихи вместо разведчика на судно, уплывающее в Норвегию, попадает Джордж Хепплуайт, играющий на банджо в английском джаз-оркестре. По приезде в Берген с Джорджем пытается войти в контакт Мэри Уилсон, являющаяся ещё одним британским агентом, но в конце концов она понимает, что приехавший — не тот человек, которого ждали. Джордж тем временем вливается в музыкальный коллектив, хотя Мендес относится к нему с подозрением. Мэри всё же вводит Джорджа в курс дела и просит его поработать на английскую разведку. Чудаковатому и неуклюжему Джорджу сквозь череду недоразумений и нелепых ситуаций удаётся всё-таки добыть ключ к шифрованным радиограмм противника и предупредить Королевский флот.
Провал операции немецких спецслужб стоил Мендесу серьёзной выволочки от его хозяев в рейхе. Мендес, до сих пор с подозрительностью относящийся к новичку в его оркестре, даёт Джорджу чашку кофе, содержащую «сыворотку правды». Джордж под воздействием препарата выдаёт себя и Мэри. Поначалу, Джордж, накачанный наркотиками, засыпает в своём номере, но проснувшись он всё же бежит в порт, чтобы присоединиться к Мэри и предупредить её об опасности, однако корабль с ней уже ушёл из гавани. Джордж прячется в моторной лодке, которая доставляет Мендеса на немецкую субмарину. Мендес пытается выполнить очередное задание нацистов и даёт командиру немецкой подлодки координаты для торпедирования трёх британских военных кораблей, а также пассажирского судна, на котором находится Мэри. Джорджу удаётся попасть на борт субмарины и по радио связаться с кораблём, на котором едет Мэри, чтобы предупредить её о нависшей над британским флотом угрозе. После серии хаотичных инцидентов на борту Джорджу удаётся вывести противника из боеготовности, а в конечном счёте и встретиться с любимой им Мэри.

## В ролях
- Джордж Формби — Джордж Хепплуайт
- Филлис Калверт — Мэри Уилсон
- Гарри Марш — Марк Мендес
- Ромни Брент — Слим Селвин
- Бернард Ли — Оскар
- Корэл Браун — Айрис
- Хелена Пиккард — жена Оскара
- Перси Уолш — Шварц
- Дайана Бомон — Грета, ресепшен отеля
- Торин Тэтчер — командир подводной лодки
- Доналд Кэлтроп — Фредерик Стриклэнд
- Хэл Гордон — Альф Арбакл / Динки Ду
- Джонни Скофилд — заботливый стюард

## Премьеры
- — национальная премьера фильма состоялась 12 июля 1940 года в Leicester Square Theatre (Лондон) сразу же после триумфальной демонстрации в этом кинотеатре голливудского блокбастера «Унесённые ветром»[1].
- — 13 октября 1940 года фильм впервые показан в США под названием To Hell with Hitler[2].
- СССР — в советском прокате с 8 декабря 1943 года под названием «Джордж из Динки-джаза»[комм. 1][3].

## Отзывы
Можно было бы сопоставить исполнителя главной роли Джорджа Формби (его не очень-то точно определяли как обладателя имиджа «нахального паренька») с популярным английским комиком Норманом Уиздомом, хотя между ними столько же сходства, сколько и различия. Формби при всей своей неуклюжести и словно неумелости пребывания на экране удивительно привлекателен. Его следовало бы вообще назвать обаятельным чудаком (пусть внешне актёр отнюдь не обаятелен), потому что привлекательным является именно юмор Джорджа Формби.

## В популярной культуре
- Упоминается в фильме «В бой идут одни «старики»» как картина, привезённая на фронт для лётчиков.
- Упоминается как фильм, идущий в кинотеатре Москвы в 1944 году, в сериале «Художник» (2022 год).
- Впечатления о фильме в своих воспоминаниях описывает Юрий Никулин.

### Комментарии
1. ↑  Субтитры — субт. мастерская ГУКиК, 1943 г., р/у 93443.